# Halsbränna
Halsbränna är en brännande känsla i bröstet eller halsen som i regel försvåras i liggande eller framåtlutad position. Tillståndet uppkommer typiskt efter måltid eller på natten.
Halsbränna uppstår då magsaft når matstrupen och ibland munhålan. Detta sker på grund av att tillslutningens funktion mellan matstrupe och magsäck är nedsatt. Saften som kommer ifrån magen har en frätande karaktär vilket matstrupen inte är gjord för. Detta kan då skapa ärr eller sår i halsen och i sällsynta fall leda till cancer (vid mycket långvarig halsbränna). Hur stora problem man upplever är högst individuellt och en del kan klara sig utan större symptom. Vanliga symptom är bland annat sura uppstötningar och ont i maggropen. Man kan även uppleva svårigheter att svälja.
Halsbränna och bröstbränna är symptom på gastroesofageal refluxsjukdom (GERD). Halsbrännan inträffar ofta inom en halvtimme till en timme från intag av föda. Några exempel på faktorer som kan öka risken för halsbränna är konsumering av vissa livsmedel, alkohol och användning av vissa läkemedel samt graviditet. Om halsbrännan inte behandlas kan den över tid orsaka skada på matstrupen.